# Chatelaine

Westfriese chatelaine uit 1767 uit collectie Zuiderzeemuseum

Een chatelaine is een riem of gordel die om het middel kan worden gedragen en waaraan diverse gebruiksvoorwerpen genaamd tuigjes hangen. Zowel mannen als vrouwen droegen van de zestiende tot negentiende eeuw chatelaines. De naam komt van Franse woord châtelaine, waarmee de dame van het kasteel of een groot huishouden wordt aangeduid die vaak een gordel droeg met daaraan een grote sleutelbos. Naast het praktische gebruik werden chatelaines ook vaak als sieraad of verlovingssymbool gedragen. Chatelaines werden voornamelijk op het Europese vasteland en in het Verenigd Koninkrijk gedragen. De vorm en uitvoering van chatelaines verschillen per periode, per land en soms zelfs per regio.

## Geschiedenis

### Herenmode
Het dragen van chatelaines was minder voorkomend onder mannen dan vrouwen door de komst van herenmode met zakken rond 1680. Tot die tijd droeg de man vaak een mes in een schede, een horloge, een buidel en soms een tabaksdoos aan zijn gordel.

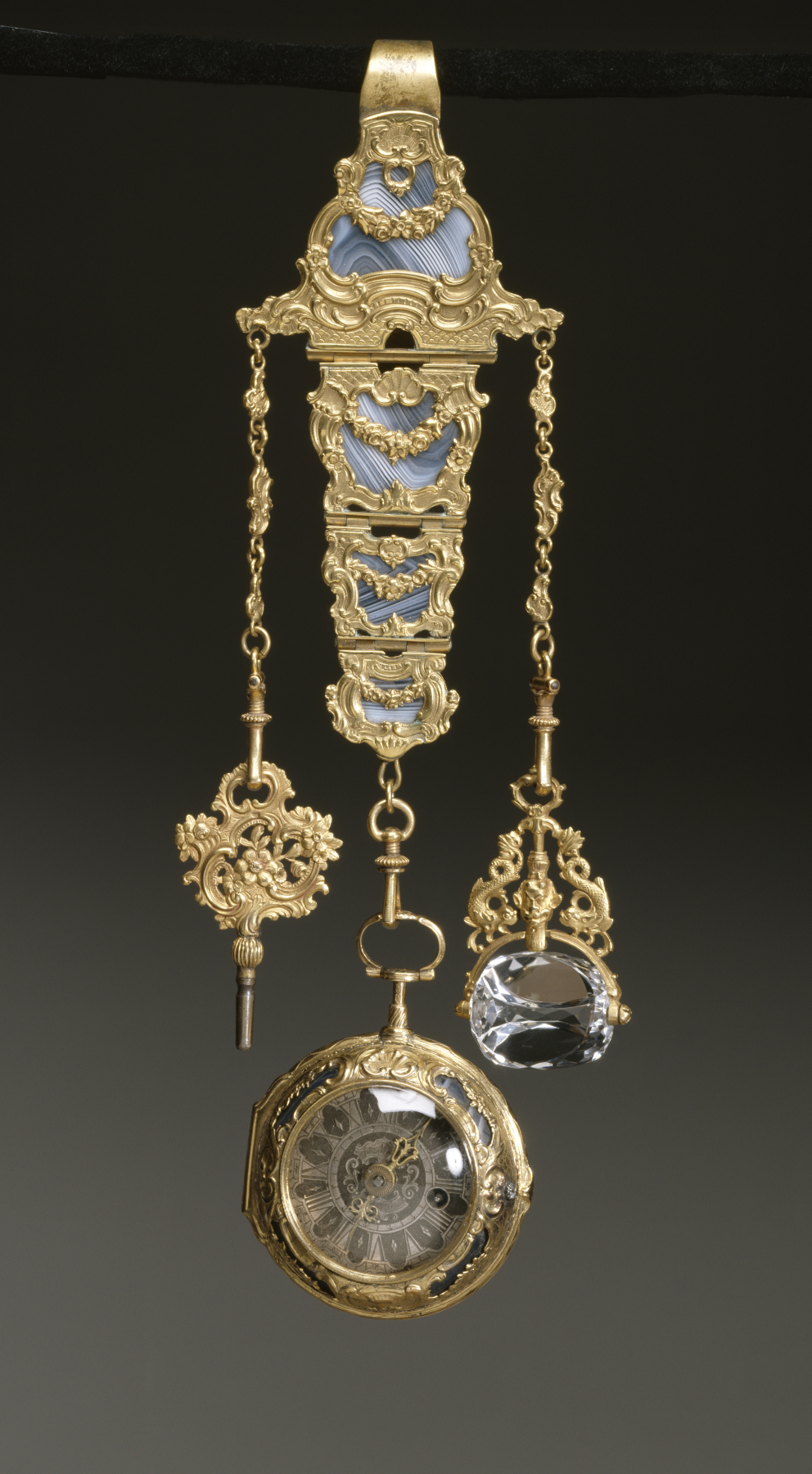
Chatelaine uit Frankrijk 18e eeuw uit collectie Walters Art Museum

Eind achttiende eeuw kwamen op het Nederlandse platteland en in vissersdorpjes zogenaamde herenchatelaines in de mode. Men begon aan hun horloge allerlei voorwerpen te hangen zoals horlogesleutels, signetten en diverse bedeltjes met betrekking op hun beroep. Deze werd aan de rechter achterzijde ter hoogte van het middel aan de broek gedragen. In de negentiende eeuw werden de chatelaines simpeler van uitvoering met een enkele horlogesleutel en twee signetten die slechts voor de sier werden gedragen.

### Damesmode
Vrouwen droegen aan hun chatelaine allerlei voorwerpen die zij regelmatig in het huishouden of hun beroep gebruikten. In de zeventiende eeuw droegen vrouwen allerlei naaigerei, een sleutelbos, een buideltasje en een mes in een schede. Met name het naaigerei werd veel gedragen en bestond voornamelijk uit een schaar, een vingerhoedhuisje met vingerhoed, een speldenkussen en kokertjes voor bijvoorbeeld naalden, priemen en pincetten. De verschillende tuigjes werden vaak toegevoegd of vervangen en waren daarom niet altijd in dezelfde stijl. Ook hadden zilversmeden vaak verschillende specialisaties waardoor diverse tuigjes aan een gordel in stijl verschilden. De gordel werd gewoonlijk van metalen maliënschakels gemaakt.
In de achttiende eeuw raakte het mes en de sleutelbos in ongebruik en werden de gordels veelal van stof en leer gemaakt. De uitvoering van een chatelaine zei veel over de status van de vrouw die hem droeg. Rijke vrouwen droegen gewoon meer rijkelijk versierde chatelaines van kostbare materialen met een minder praktisch karakter dan bijvoorbeeld een huishoudster. In West-Friesland werden chatelaines tot het eind van de achttiende eeuw gedragen. In Friesland bleef de chatelaine tot in de negentiende eeuw onderdeel van sommige klederdrachten.